# Vila Urussaí
Vila Urussaí é um sub-bairro, parte do bairro de Saracuruna, 2º Distrito de Duque de Caxias, no Estado do Rio de Janeiro. 

## História
Localiza-se às margens da Rodovia Rio-Teresópolis. Bairro de economia predominantemente comercial, consolidou-se nas décadas 1930 e 1940 com a era dos loteamentos no Século XX em Duque de Caxias.